# الحرف (حالمين)

تعديل مصدري - تعديل

الحرف هي إحدى قرى عزلة حبيل الريدة بمديرية حالمين التابعة لمحافظة لحج، بلغ تعداد سكانها 212 نسمة حسب تعداد اليمن لعام 2004.